# Maria Rusiñol i Denís

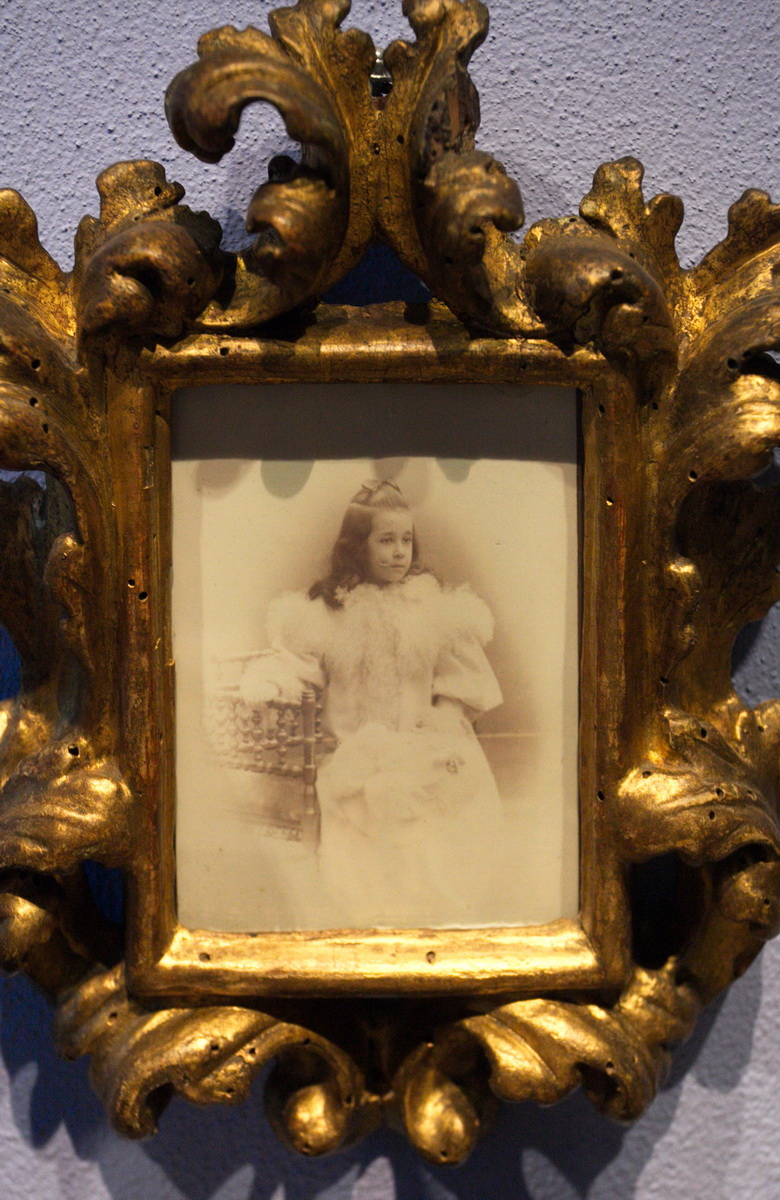
Maria Rusiñol, 1891. Museu Cau Ferrat.

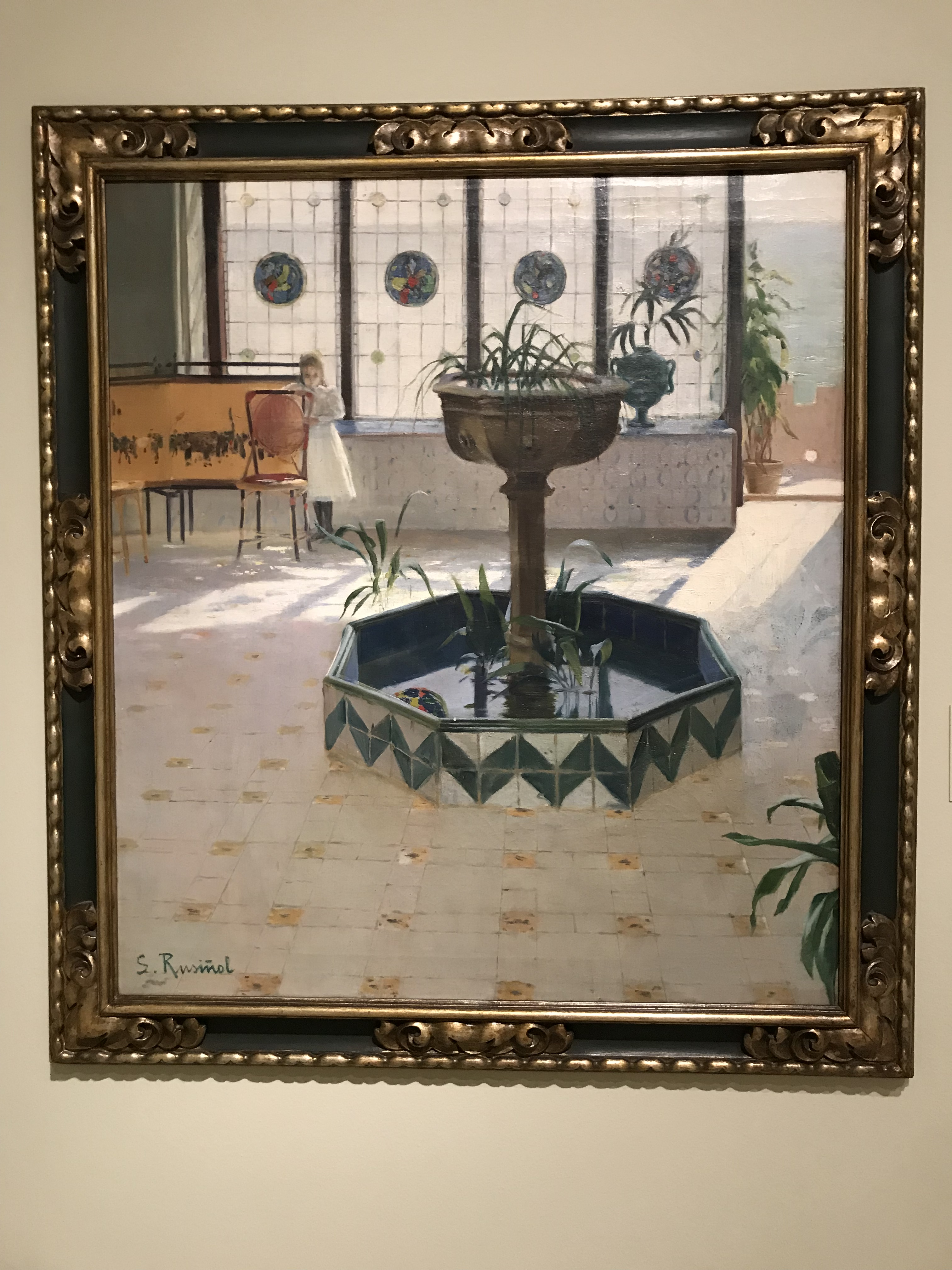
Santiago Rusiñol, Maria Rusiñol al Cau Ferrat, 1894. Museu Carmen Thyssen.

Maria Rusiñol i Denís (Barcelona, 16 de maig de 1887 - 1 de desembre de 1972) va ser una pintora, poeta i novel·lista catalana.

## Biografia
Única filla dels pintors Santiago Rusiñol i Lluïsa Denís i Reverter, Maria va viure la seva infantesa allunyada del seu pare, que viatjava constantment, però ben en contacte amb el món de l'art i amb els personatges de la Barcelona artística de les primeres dècades del segle xx. Tot i així, va ser el seu pare qui, en l'adolescència, la va animar a pintar, per bé que mai va tenir una formació reglada, en el sentit que no va assistir a cap acadèmia d'art.
El 1899 va conèixer a París a Laura Albéniz, filla del pianista i compositor Isaac Albéniz, quan totes dues eren encara unes nenes. Anys més tard les dues van començar la seva trajectòria artística sota el mestratge del pintor Xavier Gosé i amb Albéniz conegué, pels volts de 1905-1907, Ismael Smith. El caràcter decadent de les obres d'aquests dos artistes van influir a la jove Maria Rusiñol.
L'any 1911 va participar amb altres artistes en la tómbola benèfica en benefici de la vídua de Raimon Casellas que es va fer al Faianç Català, on es van poder veure el que es van anomenar ninetes.
Des de l'inici de la seva producció artística, es va inclinar per l'aquarel·la i el dibuix. En la seva obra va ser una constant la representació de figures femenines amb vestits antiquats per expressar la seva crítica a les banalitats i aparences de l'estatus social. Es veu la influència d'un cert decadentisme caricaturesc, fruit de la coincidència amb Ismael Smith al taller d'Antoni Serra, amb qui va col·laborar en la decoració de ceràmiques. Al taller d'en Serra també va coincidir amb d'altres artistes com Pau Gargallo, Josep Pey, Juli Vallmitjana o Xavier Nogués.
És autora del recull poètic Llibre de versos (1928) i de L'arna (Poema rural) (1953), novel·la de tema burgès i amb un cert component didàctic i moralitzant. També publicà la biografia Santiago Rusiñol vist per la seva filla (1950), a través de la qual defensà la figura del seu pare.

## Exposicions
- 1907. V Exposició Internacional de Belles Arts i Indústries Artístiques. Barcelona.[6]
- 1916. Saló dels Humoristes[4]
- 1924. Sala Parés, junt amb Santiago Rusiñol, Ramon Casas i Enric Clarasó.[7]

Segons la nota publicada amb motiu de la seva defunció, també va exposar a Aranjuez.

## Obra
Probablement pel fet que va tenir una trajectòria artística curta i poc prolífica, se'n coneix molt poca obra.
El Museu Nacional d'Art de Catalunya conserva dos gerros de porcellana policromada amb decoració de figures femenines del ceramista Antoni Serra, en què Maria Rusiñol va intervenir en la decoració pintada. Tots dos es van adquirir a la V Exposició Internacional de Belles Arts i Indústries Artístiques»de Barcelona del 1907. Igualment, el museu conserva un estudi per al quadre Retrat de Maria Rusiñol Denís de Ramon Casas (1911), que es conserva en una col·lecció privada.
Al Cau Ferrat de Sitges hi ha divuit aquarel·les que s'exposen emmarcades conjuntament. Datades en un primer moment al 1900, actualment es considera que la data més aproximada estaria al voltant de 1904-1907 i, probablement, totes van ser fetes en el mateix període. La hipòtesi és que Maria Rusiñol les va regalar al seu pare i aquest les va fer emmarcar i les va penjar a les parets del Cau Ferrat.

Totes les obres, tant les decoracions ceràmiques del MNAC com les aquarel·les del Cau Ferrat, representen figures femenines joves, de caràcter parisenc i sofisticades en el gest, dones joves d'època però també modernes. L'estil de Maria Rusiñol és fresc i caricaturesc i perd la solemnitat dels dibuixos de fi de segle i modernistes, de traç ràpid amb les línies que marquen els contorns dels cossos, ajudats per les aiguades i les transparències. En aquest sentit, se la pot encabir dintre del grup dels seus amics dits decadents i refinats, com Ismael Smith i Laura Albéniz, Marià Andreu i el pintor canari Néstor M. Fernández de la Torre, que entre 1907 i 1920, aproximadament, van representar un moviment de decadència, barroquisme i estilització.

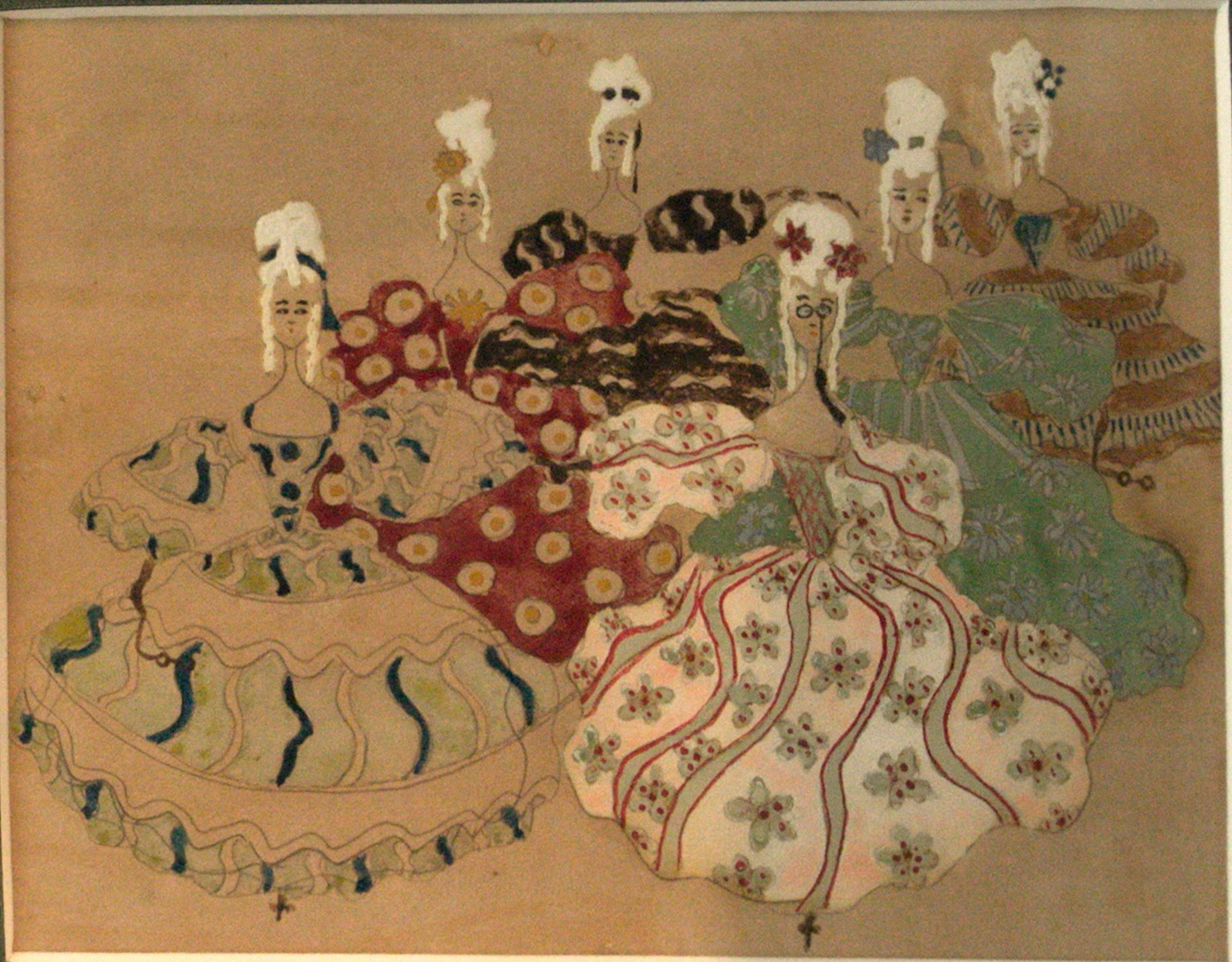
Dibuixos a llapis i guaix (1904-1907). Museu Cau Ferrat.
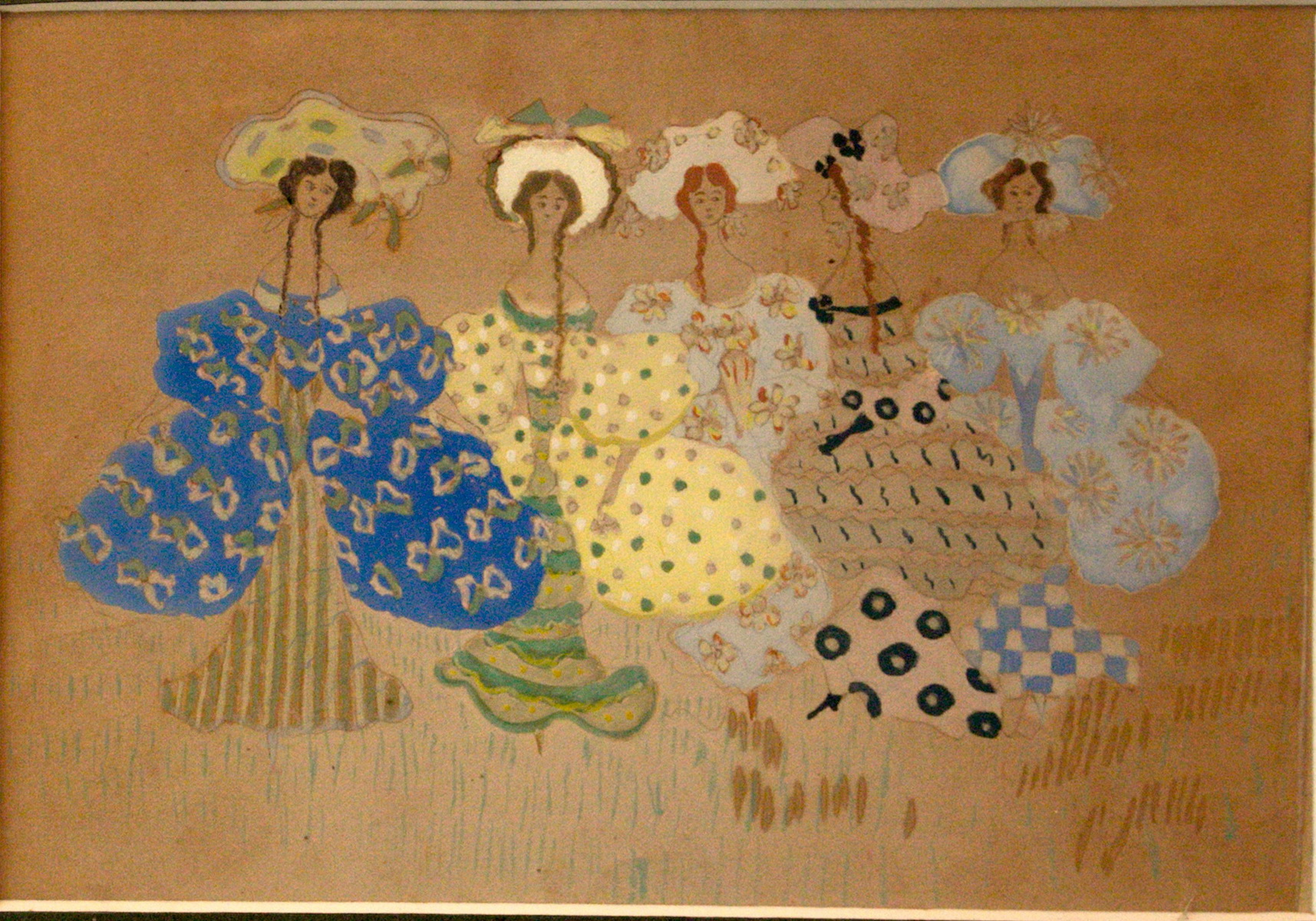
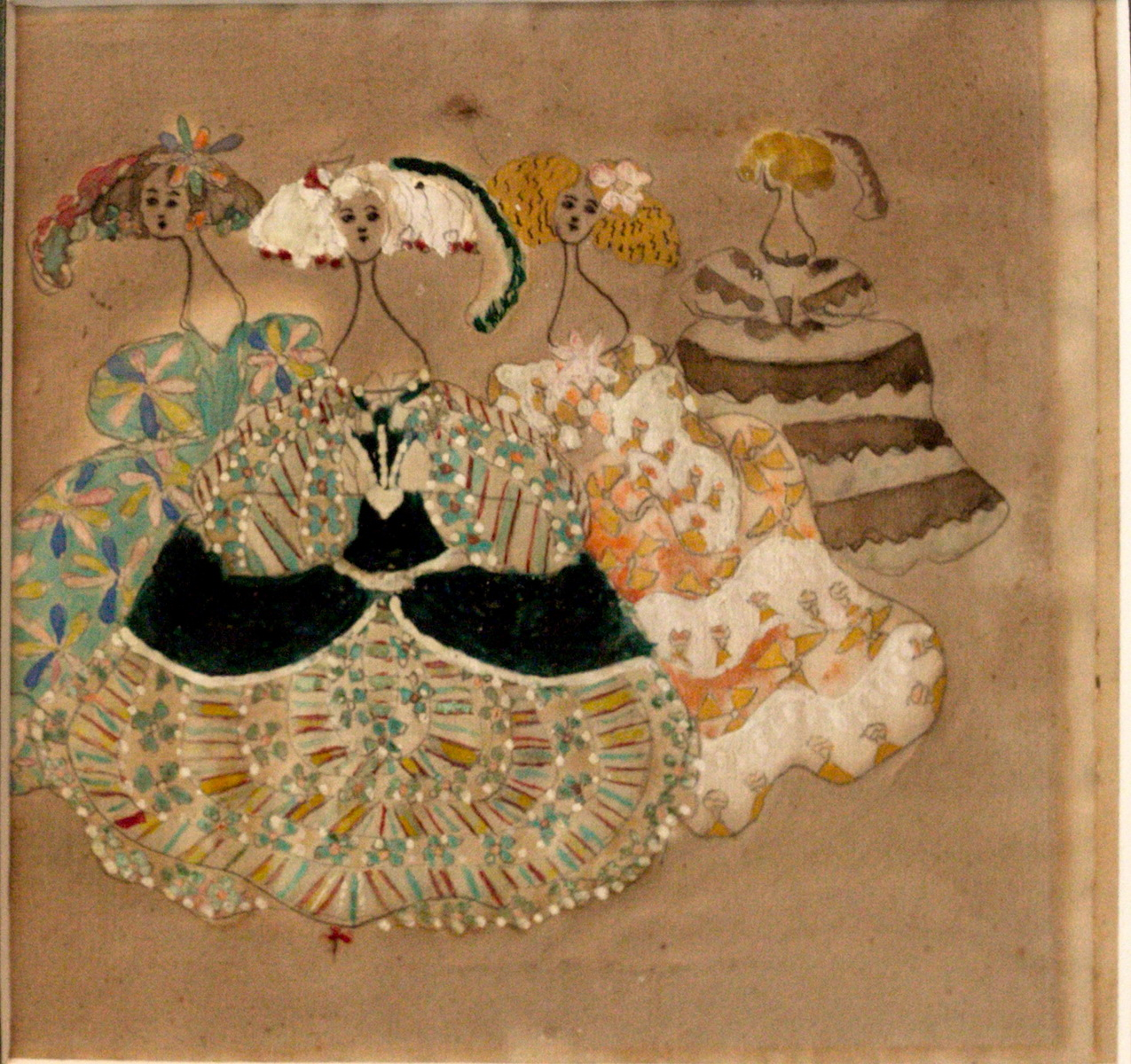
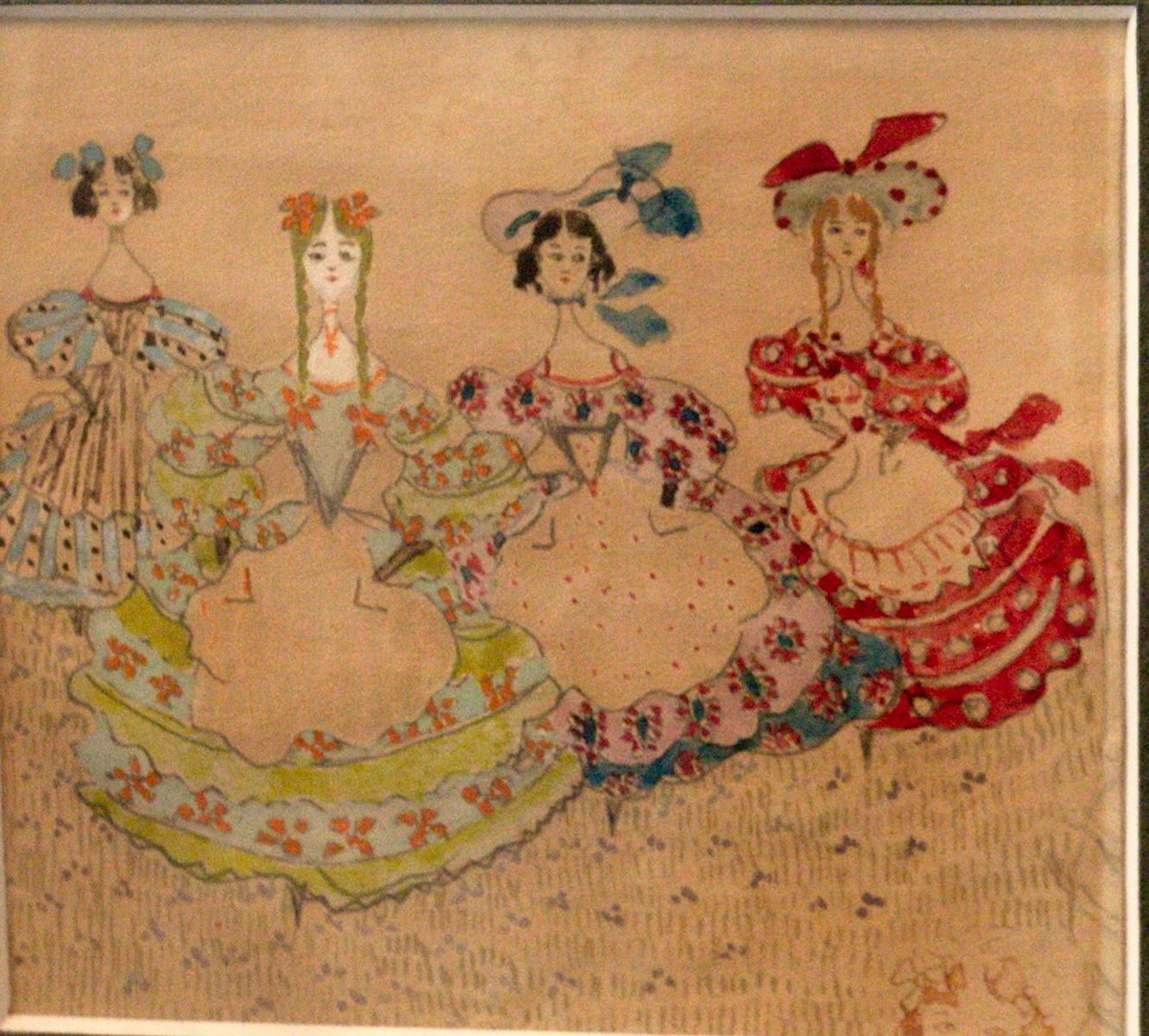
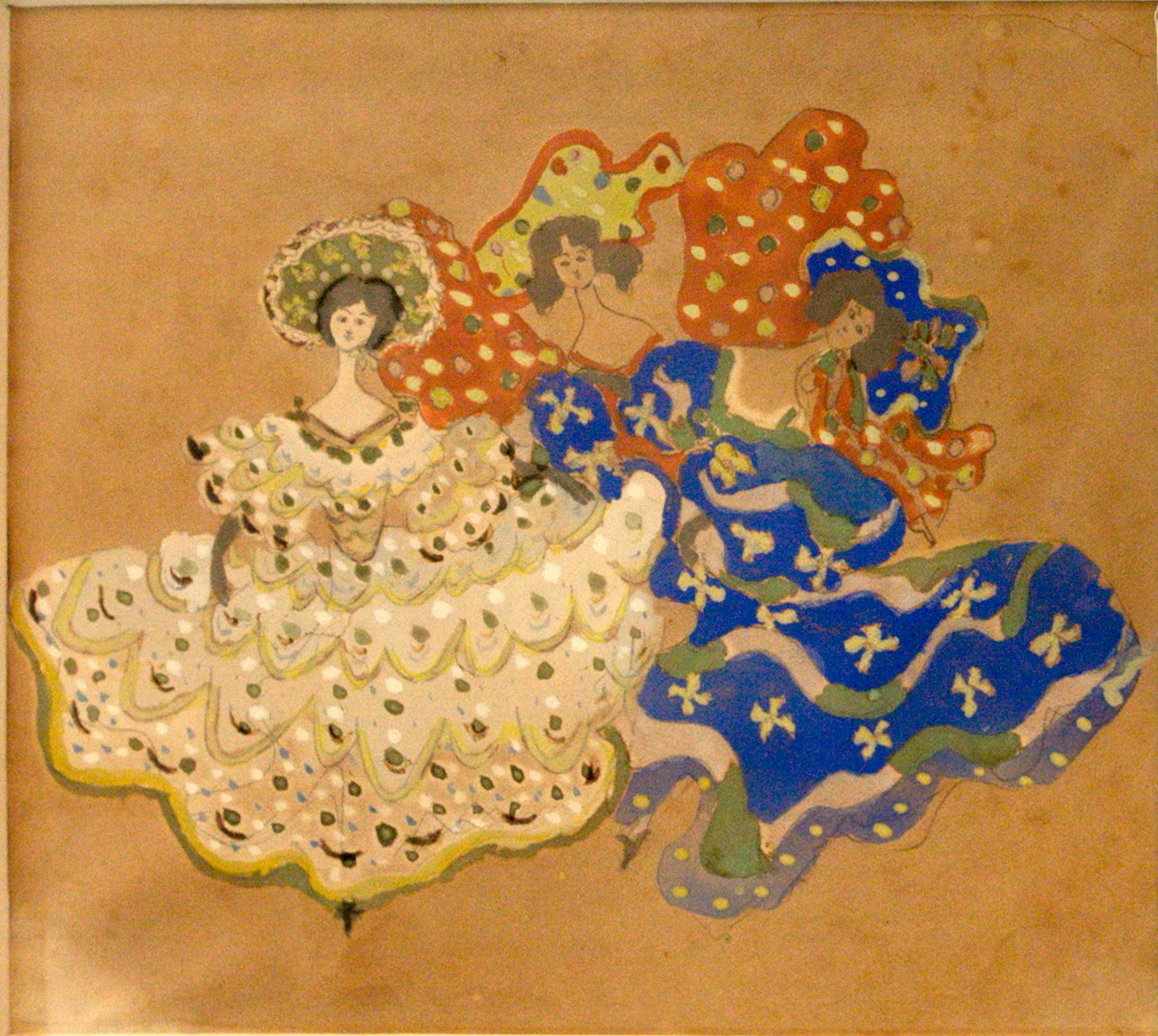
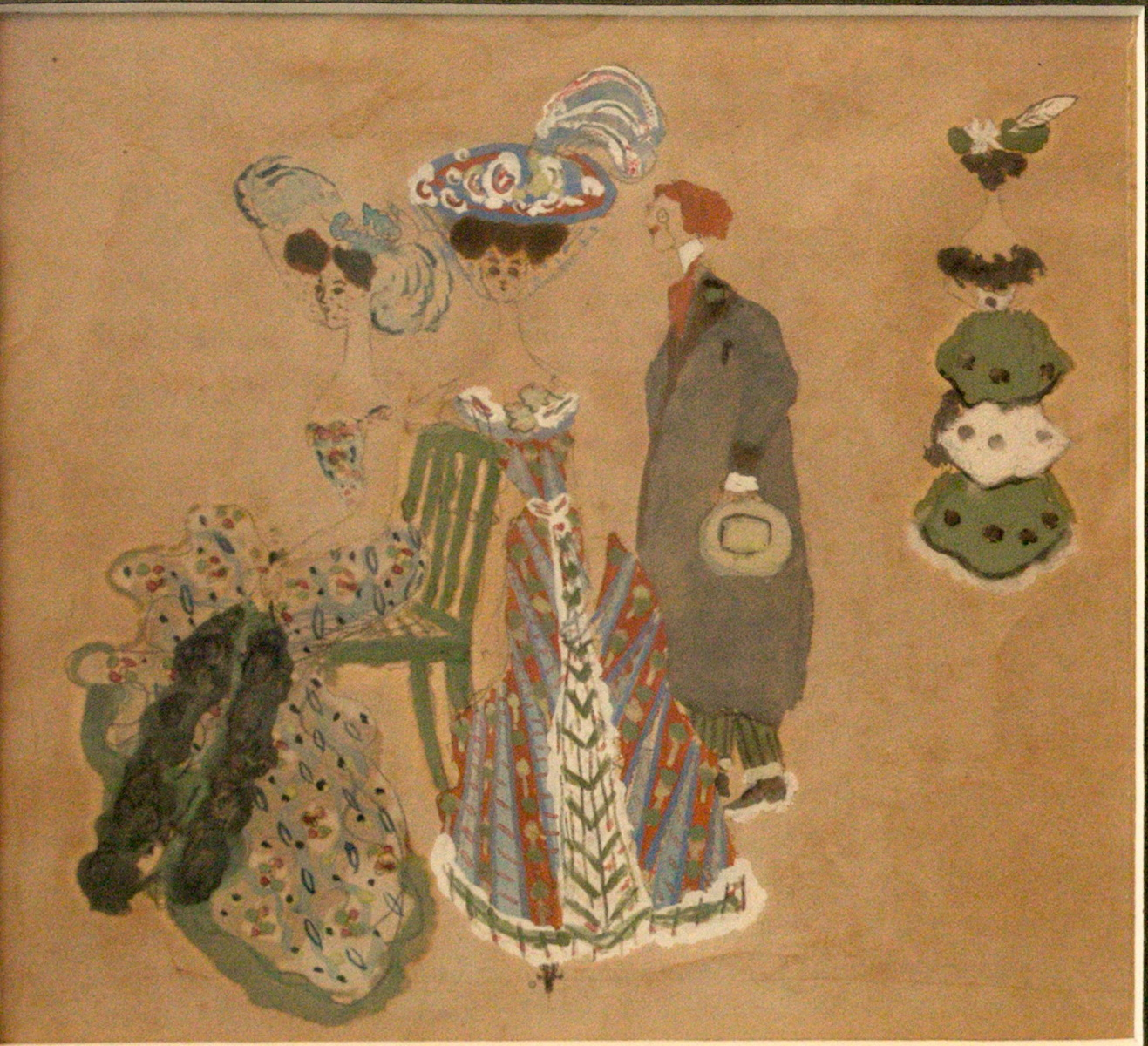